# Яржинский, Фёдор Фаддеевич
Фёдор Фаддеевич Яржинский (1846—1908) — российский учёный-зоолог, гидробиолог, естествоиспытатель.

## Биография
Родился 8 февраля 1846 г. в семье учителя (с 1836 по 1855) латинского языка Вологодской гимназии Фаддея Игнатьевича Яржинского .
Был принят на естественное отделение физико-математического факультета Санкт-Петербургского университета вольнослушателем, а также исполняющим должность консерватора Зоологического кабинета по вольному найму осенью 1869 г. (ЦГИА СПб. Ф. 14. Оп. 1. Д. 6745).
В 1870—1872 годах по заданиям  петербургского общества естествоиспытателей, русского географического общества и московского общества любителей естествознания ездил на Север, исследовал Белое море|Белое и Баренцево моря у берегов Кольского полуострова. Собрал большие коллекции морских животных, в том числе гигантского пикногонида (бывшего, по мнению науки XIX века, переходной формой от раков к паукам), названного им Colossendeis borealis. Первым указал на факт распространения ветви атлантического тёплого течения (Гольфстрима) у Мурманского берега и доказал это как термометрическими, так и фаунистическими данными.
Он много раз исследовал Мурманский берег,беломорское побережье и другие местности северных губерний Российской империи с целью изучения возможности организации на Мурмане китобойного промысла, рыбных промыслов на рациональных началах, а также с целью разработки вопросов, касающихся развития российского северного торгового флота, путей сообщения, лесных и горнодобывающих предприятий, сельскохозяйственных промыслов северной России. Собирал материал в основном по беспозвоночным.
Умер в 1908 году. Был похоронен на Смоленском православном кладбище (могила утрачена).
В честь Ф. Ф. Яржинского названы острова (острова Яржинского, Карское море, залив Миддендорфа, острова нанесены на карту в 1900 году Русской полярной экспедиции, тогда же было присвоено название).

## Избранная библиография
Ф. Ф. Яржинский публиковался в «Голосе», «Санкт-Петербургских ведомостях», «Новом времени» и других периодических печатных изданиях.
Главнейшие труды, напечатанные в «Трудах Санкт-Петербургского общества естествознания»:
- «Эхиноринхи, водящиеся в рыбах Финского залива» (Т. I, 1870);
- «О фауне ракообразных Онежского озера» (Т. I);
- «Praemisus catalogus Crustac., Amphipod. invent. in Mari Albo» (Т. I);
- «Praem. catal. Echinodermatorum etc.» (Т. I).